# Mariamne l'Hasmonéenne
Pour les articles homonymes, voir Mariamne.
Mariamne l'Hasmonéenne ou Mariamne Ire (en hébreu מִרְיָם - Miriam) est une princesse hasmonéenne, épouse d'Hérode le Grand, exécutée en -29 sur ordre de celui-ci.

## Biographie
Mariamne est la fille d'Alexandre II, lui-même fils d'Aristobule II. Elle est la petite-fille d'Hyrcan II, le grand-prêtre hasmonéen remis en poste par les Romains lors de la conquête de la Judée en 63 av. J.-C..
Hyrcan II la donne en mariage à Hérode, fils de son ancien ministre Antipater. Hérode a remplacé ce dernier à sa mort et est clairement l'homme fort pouvant préserver le pouvoir d'Hyrcan. Pour épouser Mariamne, Hérode doit répudier sa première femme Doris, mais ce nouveau mariage avec une princesse hasmonéenne, par ailleurs d'une grande beauté, lui confère une sorte de légitimité, indispensable à son ambition.
Les fiançailles ont lieu en 40 av. J.-C., avant qu'Hérode ne parte à Rome obtenir le soutien impérial contre Aristobule, soutenu par les Parthes qui viennent d'envahir la Syrie et la Judée. Non seulement Hérode obtient l'aval de Rome et son soutien militaire, mais il est désigné roi de Judée par le Sénat romain. Le mariage est célébré trois ans plus tard, juste avant la conquête de Jérusalem par Hérode le Grand en 37 av. J.-C., à Samarie. Hérode quitte le siège de Jérusalem en cours pour aller se marier. En 35 av. J.-C., Aristobule III, frère de Mariamne, est nommé par Hérode grand prêtre d'Israël mais il est assassiné sur les ordres de son beau-frère la même année, à cause de sa popularité.
Mariamne fut elle aussi exécutée en 29 av. J.-C., sur ordre d'Hérode qui avait prêté foi au discours calomnieux de sa sœur Salomé sur son épouse.
Mariamne avait donné deux fils à Hérode, Alexandre et Aristobule IV qui seront exécutés en 7 av. J.-C. par ordre de leur père, maladivement jaloux de ses fils, et cela malgré la pression de l'empereur Auguste. Elle a également eu deux filles : Salampsio et Cypros II.

## Littérature
L'exécution de Mariamne par Hérode est retracée dans une tragédie de Tristan L'Hermite, La Mariane (1636). Voltaire la reprend en grande partie dans sa propre tragédie Hérode et Mariamne (1724).